# Chester, Maine
Chester är en kommun i Penobscot County i delstaten Maine, USA.